# Büttenpapier
Büttenpapier oder kurz Bütten ist ein mit einem Sieb aus der Bütte, einem wannenförmigen Gefäß, geschöpftes Papier. Handwerklich stellt es die historisch ursprüngliche Herstellung von Papier dar.

## Beschaffenheit und Herstellung
Büttenpapier wird aus einem verdünnten Faserbrei aus Hadern oder Zellstoff, dem sogenannten Ganzzeug (Ganzstoff), mit Hilfe eines Schöpfsiebes geschöpft. In der Regel besteht der Faserbrei aus einem großen Anteil von Hadern und ist zumeist holzfrei. Durch die Handhabung der Schöpfsiebe und dem Faseranteil in der Bütte entstehen häufig minimale Unterschiede der Papierdicke. Die Muster des Schöpfsiebes (die Rippung) sind mittels durchscheinenden Lichts erkennbar. Sind auf dem aus Draht bestehenden Schöpfsieb geformte Drahtstücke eingearbeitet, entstehen beabsichtigte Wasserzeichen. Bleiben die Papiere unbeschnitten, haben sie einen ungleichmäßig geformten und dicken Rand, den Büttenrand.
Seit der Erfindung der Rundsiebmaschine 1809 durch John Dickinson wird Büttenpapier meist industriell hergestellt (Industriebütten). Im künstlerischen und musealen Bereich wird es indes noch manuell in geringen Stückzahlen gefertigt und von Hand geschöpft. Dabei können verschiedene Materialien in den Papierbrei gemischt werden, so zum Beispiel auch Blütenblätter. Büttenpapier wird heute meist für hochwertige Anwendungen in geringer Auflage (z. B. aufwändige Briefbögen), bei künstlerischen Drucken oder in der Papier- bzw. Buchrestaurierung verwendet.
Bei imitierten Büttenpapieren (DIN 6730) werden im Gegensatz zum echten Büttenpapier Rippung, Wasserzeichen und/oder der ungleichmäßige Rand durch nach der Papierherstellung vorgenommene Arbeitsschritte wie Prägung oder Stanzung geformt und somit nachgeahmt. Imitierte Wasserzeichen sind nicht wasserfest; da die Papierfasern bei ihrer maschinellen Herstellung lediglich verdichtet wurden, quellen diese unter Einwirkung von Wasserdampf wieder auf.

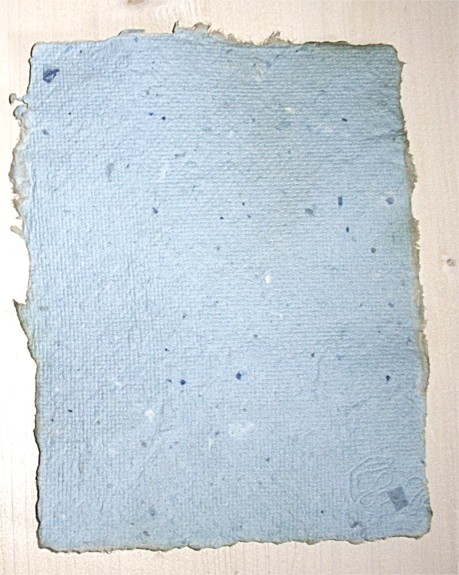
Büttenpapier mit typischem Büttenrand und Siebstruktur
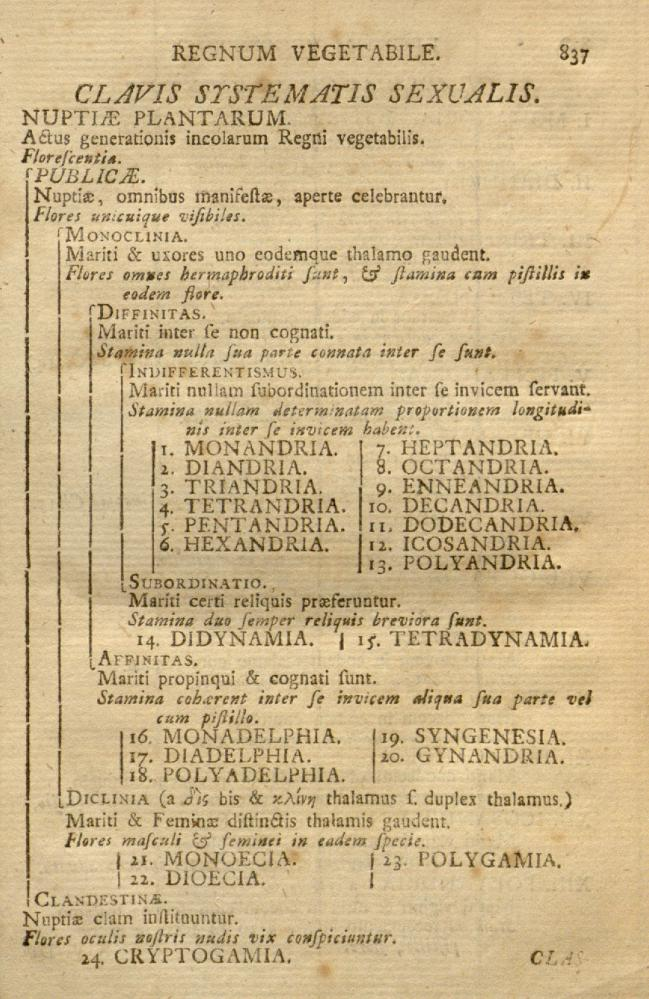
Bedrucktes Büttenpapier mit sichtbarer Rippung, Carl von Linné: Systema naturae (1758)
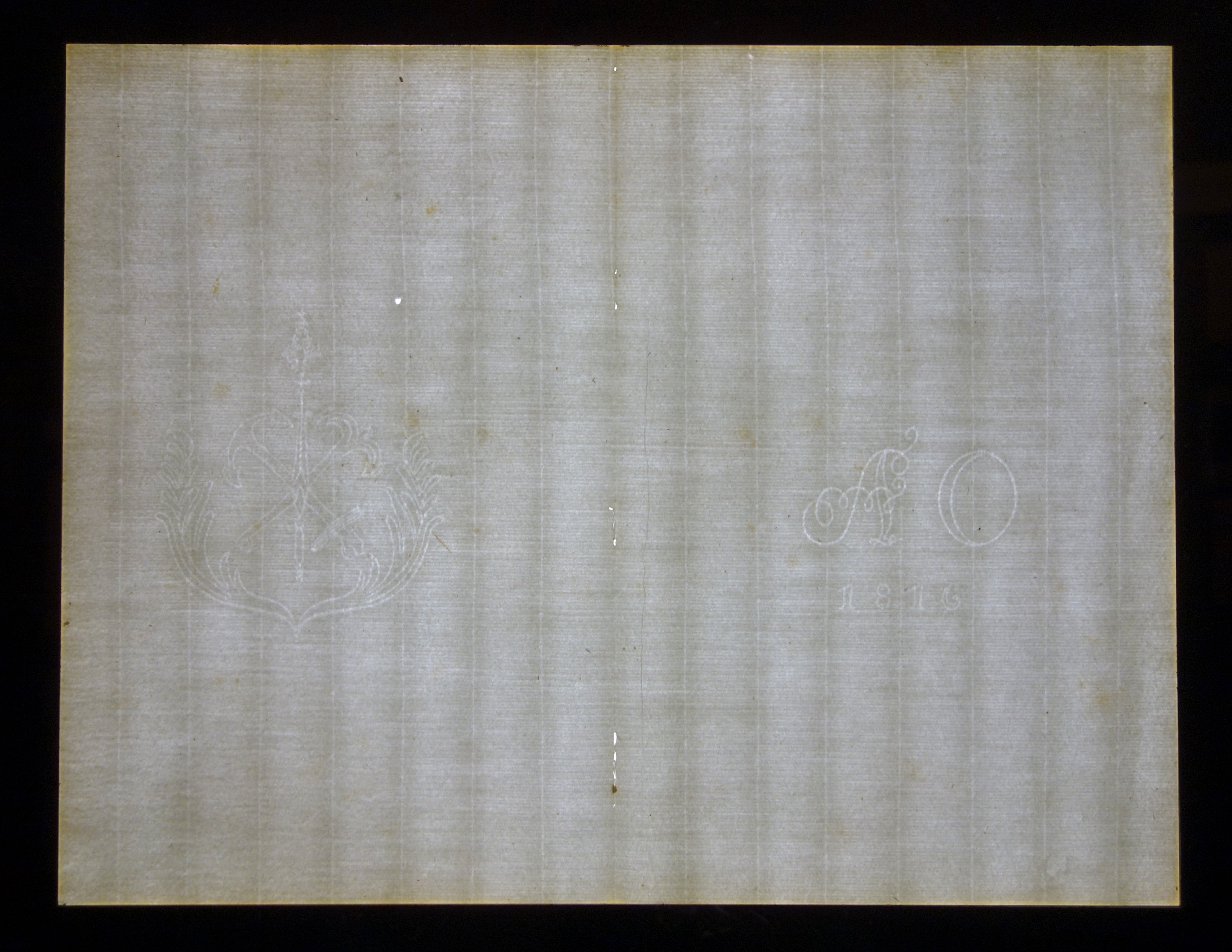
Büttenpapier mit Wasserzeichen und Rippung
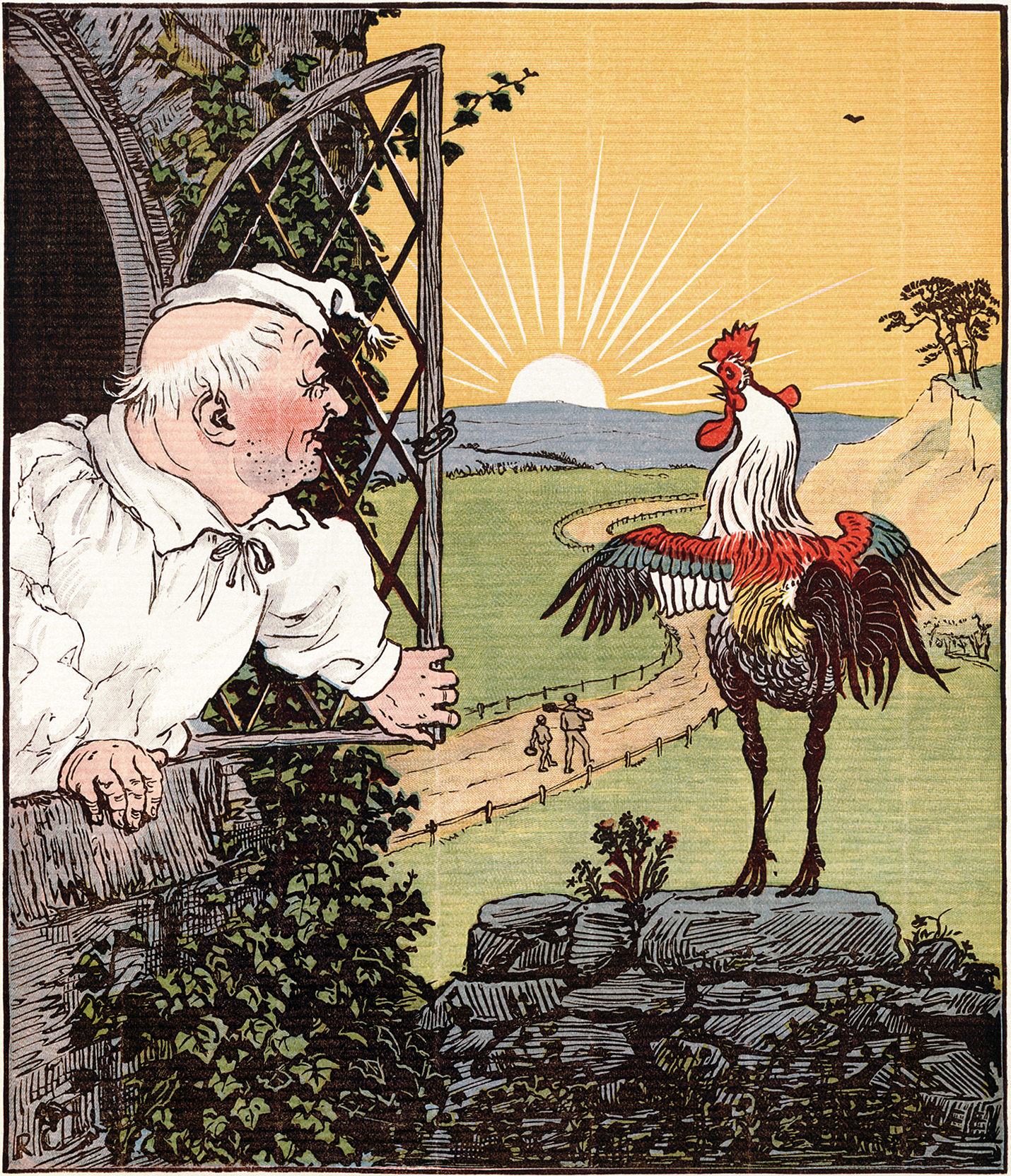
Flächig bedrucktes Büttenpapier mit sichtbarer Rippung, Randolph Caldecott (1887)
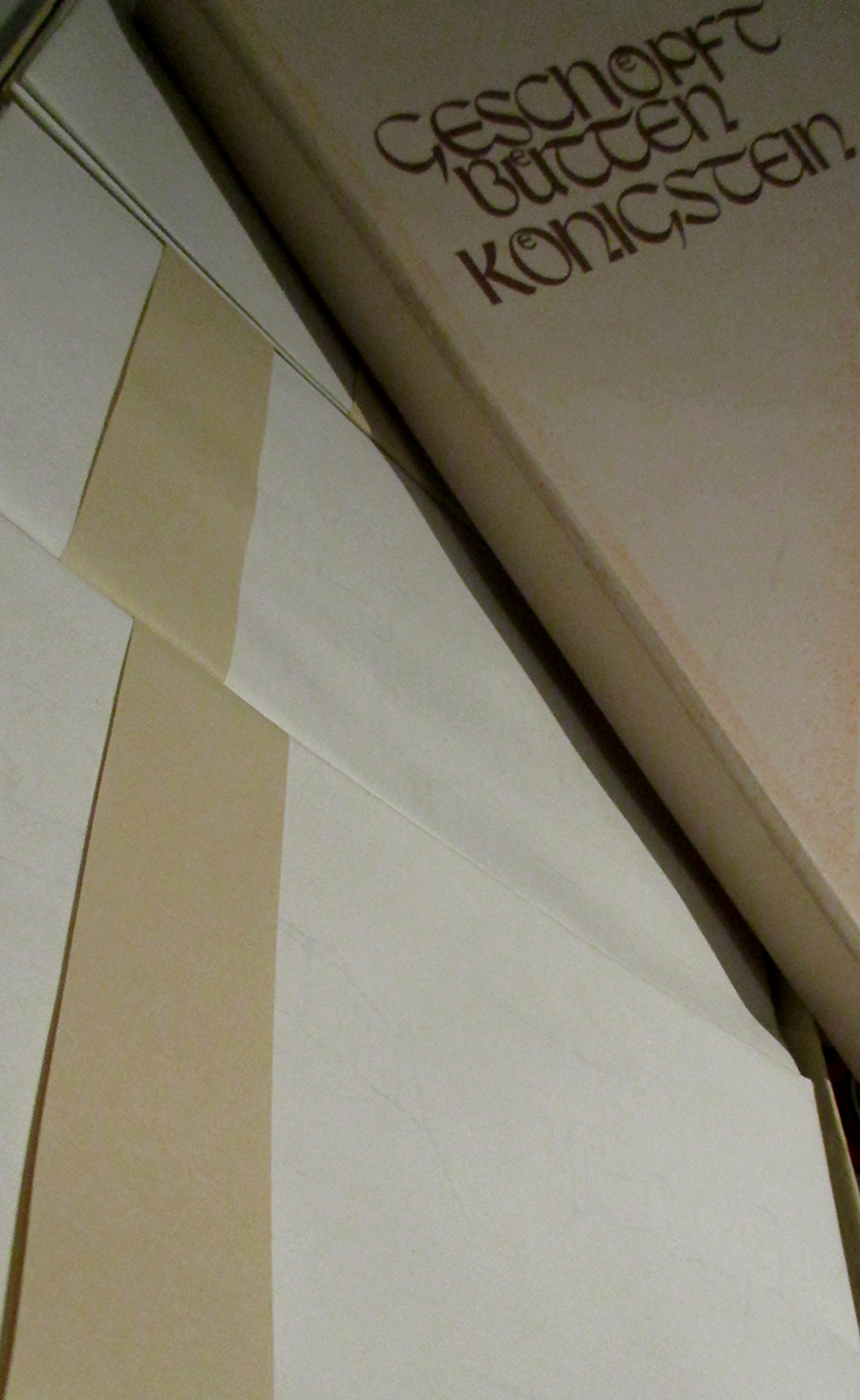
Büttenbriefpapier aus Königstein DDR Produktion um 1970

Herstellung von Büttenpapier in einer Manufaktur in Myanmar
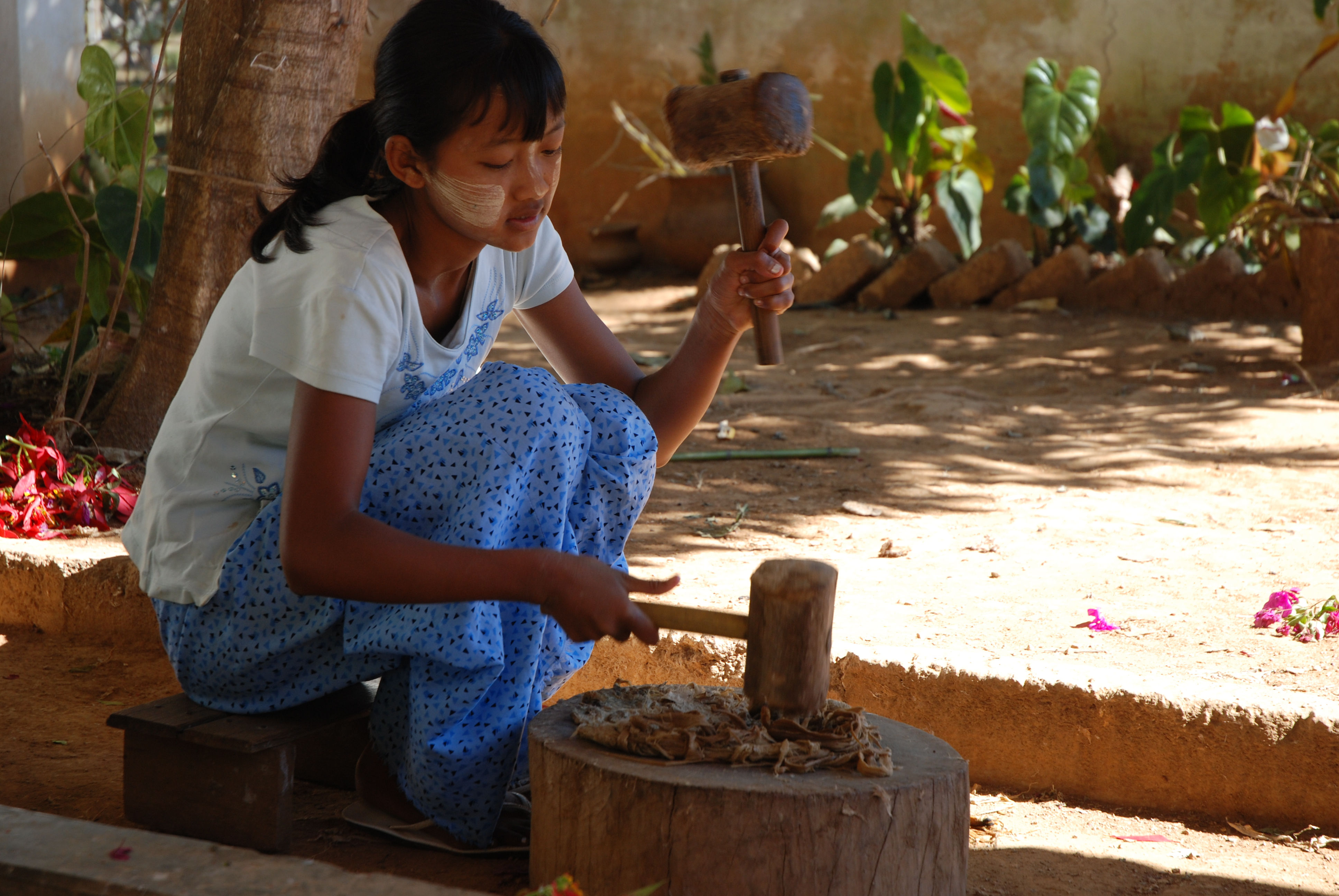
Zerklopfen von Baumrinde zu Zellstofffasern
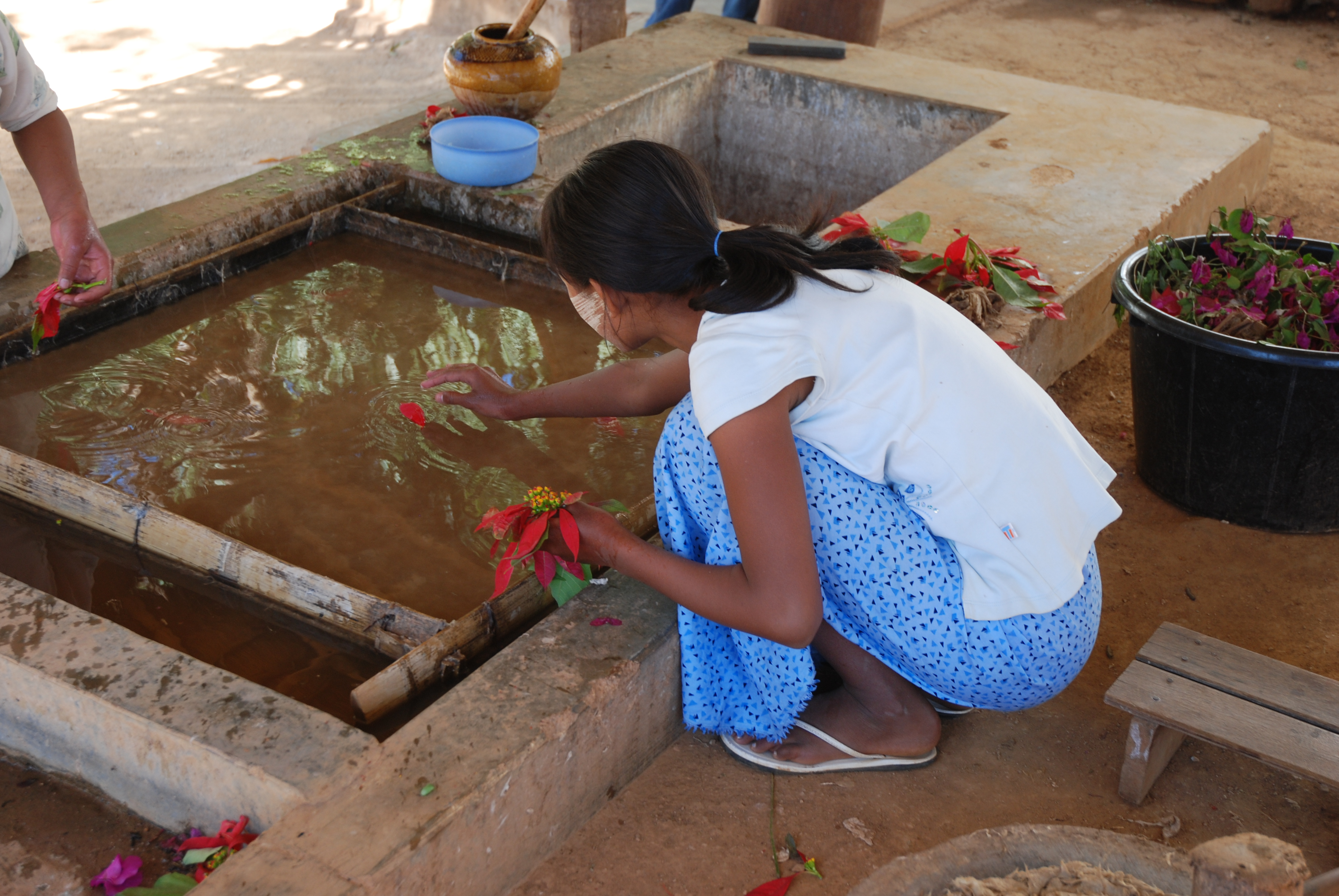
Einlegen dekorativer Pflanzenblätter in die Bütt
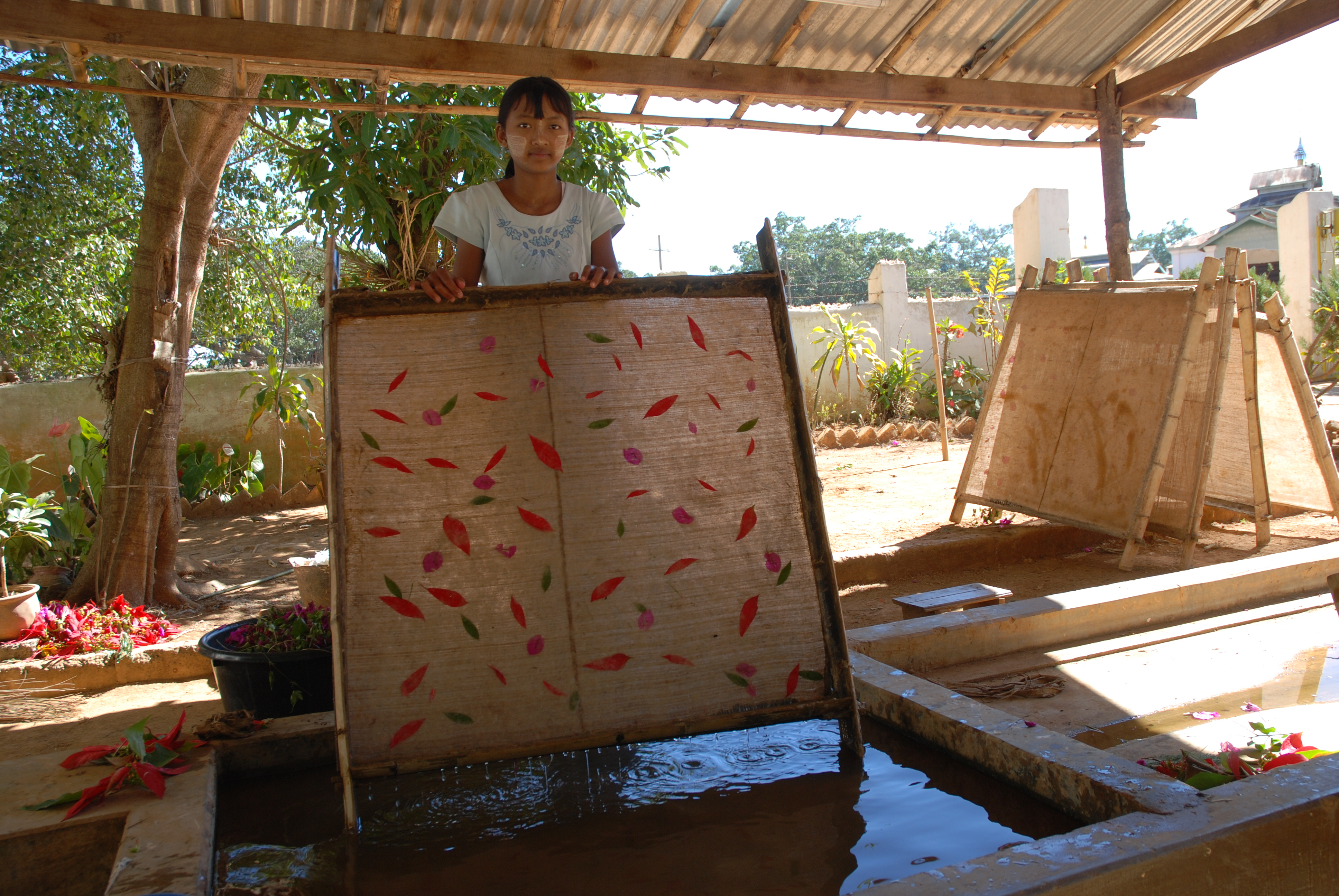
Das fertig geschöpfte Papier im Schöpfsieb
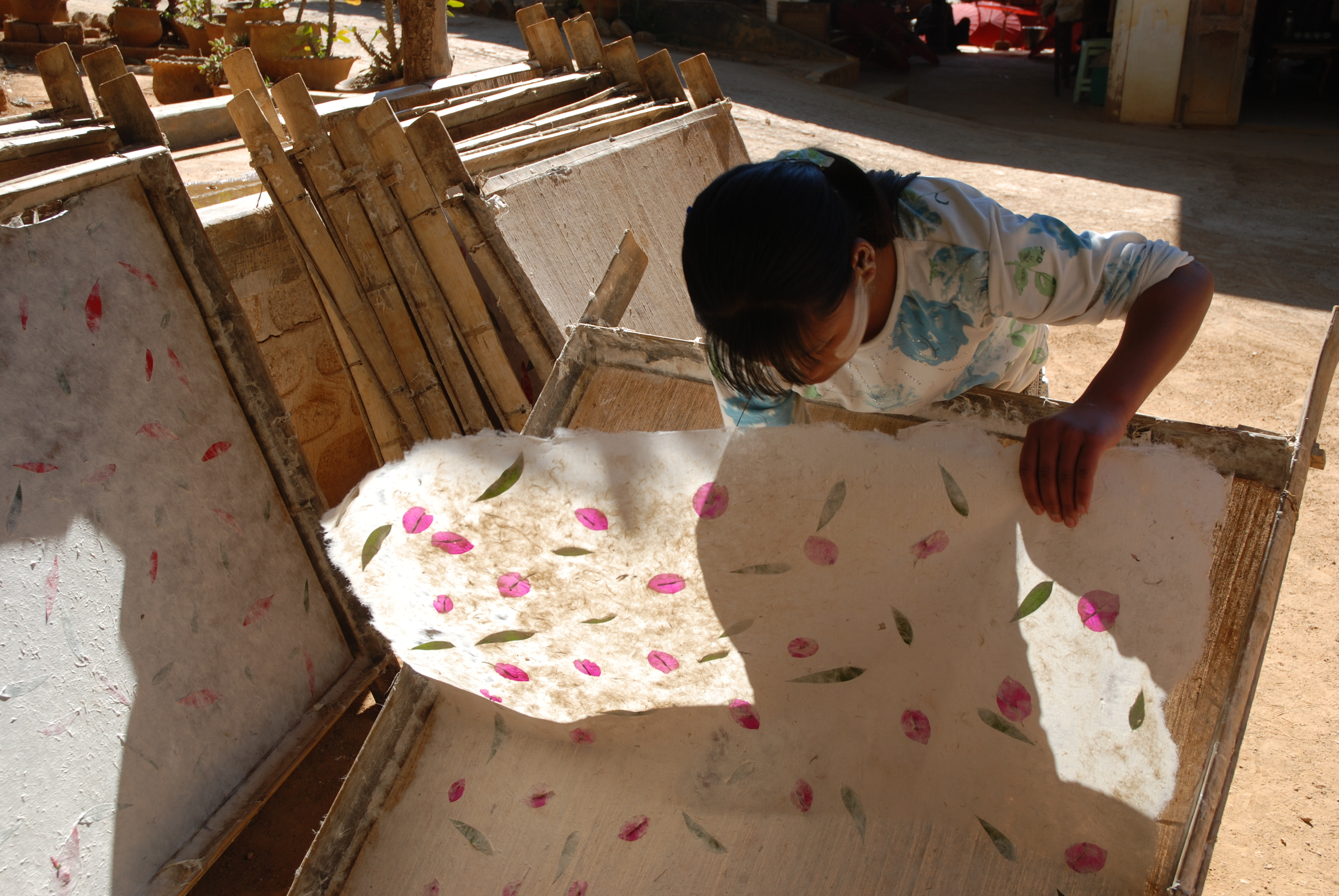
Ablösen des getrockneten Papiers vom Sieb